# لا لیگا ۱۶–۲۰۱۵
لا لیگا ۱۶–۲۰۱۵ که همچنین به‌دلیل حمایت مالی به‌عنوان لیگ BBVA (بانکو بیلبائو) شناخته می‌شود، هشتاد و پنجمین دوره از برترین سطح از فوتبال اسپانیا، از زمان تأسیس آن در سال ۱۹۲۹ بود که در میان ۲۰ تیم برگزار شد. بارسلونا مدافع عنوان قهرمانی بود. در ۲۱ اوت ۲۰۱۵ آغاز شد و در ۱۵ مه ۲۰۱۶ به پایان رسید. بارسلونا پس از شکست ۳–۰ گرانادا در روز پایانی، عنوان قهرمانی (بیست و چهارمین عنوان قهرمانی خود در لیگ) را حفظ کرد. بارسلونا، رئال مادرید و اتلتیکو مادرید رقابت شدیدی برای عنوان قهرمانی داشتند و سه تیم به ترتیب با ۹۱، ۹۰ و ۸۸ امتیاز، فصل را به پایان رساندند.
لوییس سوارز فصل را به‌عنوان بهترین گلزن به پایان رساند و اولین بازیکن از فصل ۰۹–۲۰۰۸ بود که به‌جز لیونل مسی و کریستیانو رونالدو موفق به این کار شد.